# Klangkarussell
Klangkarussell (рус. Карусель звуков) — австрийский дуэт в жанре электроники, основанный в 2011 году. Участники — Tobias Rieser и Adrian Held.

## История
В 2011 году DJ Rieser и Herald and I (Tobias Rieser и Adrian Held) объединяют свои усилия для записи трека Sonnentanz в рамках
экспериментального проекта Klangkarussell. 29 сентября первоначальная версия появилась на онлайн-платформе SoundCloud. Через
десять месяцев, выдержав шквал критики и получив множество одобрительных оценок, трек попадает в поле зрения диджея и продюсера
Oliver Koletzki, увидевшего в новом проекте немалый потенциал. Он приглашает ребят в свою берлинскую студию — Stil Vor Talent.
Окончательная версия Sonnentanz, вышедшая синглом с тремя ремиксами, появилась в свободном доступе 23 июля 2012 года. В сентябре сингл вышел на CD и виниле, оба релиза были ориентированы лишь на немецкоговорящие
страны, хотя к тому времени Sonnentanz уже попал в различные музыкальные чарты 11 европейских стран, причем в шести достиг первой
половины топ-10.
9 мая 2014 года, незадолго до официального релиза, они начинают раскрутку своего первого альбома, выпустив второй сингл — Netzwerk (Falls Like Rain), видео к которому официально было представлено в тот же день. Клип снял британский режиссёр Charlie Robins, для участия в съёмке был приглашен украинский руфер Mustang Wanted. Сингл добрался до первой двадцатки пяти европейских чартов. Релиз дебютного альбома «Netzwerk» состоялся в июле, работа попала в пять альбомных чартов, достигнув второй строчки топ-100 Швеции.

## Дискография
Синглы
- Sonnentanz — 23.07.2012 Европа
- Sonnentanz (Sun Don’t Shine) (featuring Will Heard) — 15.08.2013 Великобритания
- Netzwerk (Falls Like Rain) 09.05.2014 — Европа
- Netzwerk (Falls Like Rain) — 24.08.2014 Великобритания
- Home — премьера клипа на ютюб-канале 10.06.2021

Альбомы
- Netzwerk — 25.07.2014 — Европа